# Liste des princes de Koknese
Voici la liste des princes de Koknese, principauté des Slaves orientaux dans l'actuelle Lettonie, vassale de celle de Polotsk.

## Princes de Kokneses
- Jusqu’en 1224 : Vyachko de Polotsk, fils du prince Boris II de Polotsk